# Chincheta

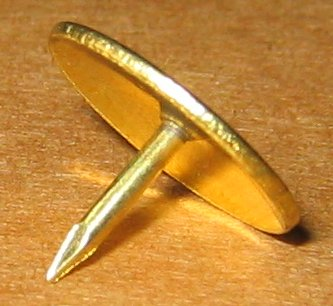
Chincheta.

Una chincheta, chinche o tachuela es un elemento de fijación, generalmente metálico, con un pequeño pincho en su centro y una cabeza circular. Se usa generalmente para fijar papel o cartón en tableros de corcho con la intención de que estos queden expuestos al público.

## Tipos
- Chincheta clásica: la chincheta convencional está compuesta por una corta punta metálica y puede ser de colores. Las de colores suelen llevar dos partes en la parte de la cabeza, la funda y la parte plana donde va la funda.
- Chincheta americana: la chincheta americana se diferencia de la convencional por su práctica cabeza, que facilita quitarla y ponerla. El mejor ejemplo es un tablón de anuncios. Se compone de una punta con cabeza cilíndrica de plástico.
- Tachuela: la tachuela o tacha se diferencia de la convencional en que existen muchos tipos de cabeza tanto por forma y tamaño. En estas la punta puede ser de acero o de hierro. La función más extendida es en tapicería de mobiliario, aunque para ello es más recomendable la tachuela con punta de acero, ya que las normales se doblan con mucha facilidad. La punta esta soldada a la cabeza de la tachuela.

## Historia
La chincheta fue inventada por el relojero Johann Kirsten en el año 1903 en la localidad de Lychen en Uckermark, Alemania. Vendió sus derechos de invención a Otto Lindstedt, un empresario, quien recibió una patente de la oficina el 8 de enero de 1904. Lindstedt se hizo rico, mientras Kirsten, el relojero, permaneció pobre.
Otras fuentes adjudican la invención de la chincheta al propietario de la industria austriaca, Heinrich Sachs en 1888.